# Korovnice pupenová
Korovnice pupenová (Adelges laricis) je mšice poškozující listy sáním. Hmyz vytváří při sání na řapíku listu topolu hálku. Korovnice zelená je řazena do čeledě korovnicovití (Adelgidae), řádu polokřídlí (Hemiptera). V ČR jsou korovnice nejvýznamnější skupinou savého hmyzu vyskytujícího se na jehličnatých dřevinách. Svou přítomnost často prozrazují nápadnými a charakteristickými příznaky, jako jsou bílé chomáčky až povlaky vylučovaných voskových vláken, tvorba hálek či deformace jehličí a výhonů.

## EPPO kód
ADLGLA

## Synonyma patogena

### České názvy
Podle EPPO a Biolib je pro patogena s označením korovnice pupenová Adelges laricis používáno více rozdílných názvů, například korovnice modřínová.

## Popis
Mšice světle zelené až tmavě černé barvy. Partenogenetické samičky měří 0,1 – 0,2 cm, dospělci oboupohlavního pokolení dorůstají pouhého 0,5 mm. Larvy jsou podobné bezkřídlým samičkám.

## Hostitel
Smrk, modřín.

## Příznaky
Šišticovité, kulovité, komůrkaté hálky na bázích mladých výhonů smrku, hnědé špičky jehlic, vatovité chomáčky na jehlicích a větvičkách.Hálky jsou bledě zelené až žlutavé, drobné asi jako lískový oříšek. Vosková vlákna produkují pouze generace mšic sající na jehlicích. Generace sající na kůře vosk neprodukují.

## Význam
Zhoršení zdravotního stavu následkem sekundárních infekcí. Vzhledem k tomu, že tvorbou hálek zanikají na smrcích celé pupeny, dochází často k různým deformacím koruny a výraznému snížení estetické hodnoty stromu. Na modřínech způsobuje korovnice svým sáním zpomalený růst výhonů, žloutnutí a kolénkovité ohýbání jehlic. 

## Biologie
Korovnice zelená má úplný, dvouletý generačním cyklem, během něhož jsou vystřídáni dva hostitelé – smrk a modřín.
Z přezimovaného vajíčka se líhne a paarazituje na smrku fundatrix(„zakladatelka“) a gallicolae (= cellares) včetně alatae migrantes, stadia přelétávajícího na modřín. Na modřínu saje letní generace a přelétá zpět na smrk. Zde se líhne a klade vajíčka jediná oboupohlavní generace sexuales (samec a samice). 

## Ekologie
Lesy, parky , zahrady.

## Ochrana rostlin
Z obranných opatření přichází v úvahu chemické ošetření napadených stromů. Zpravidla ale nebývá nutné.